# Camisard

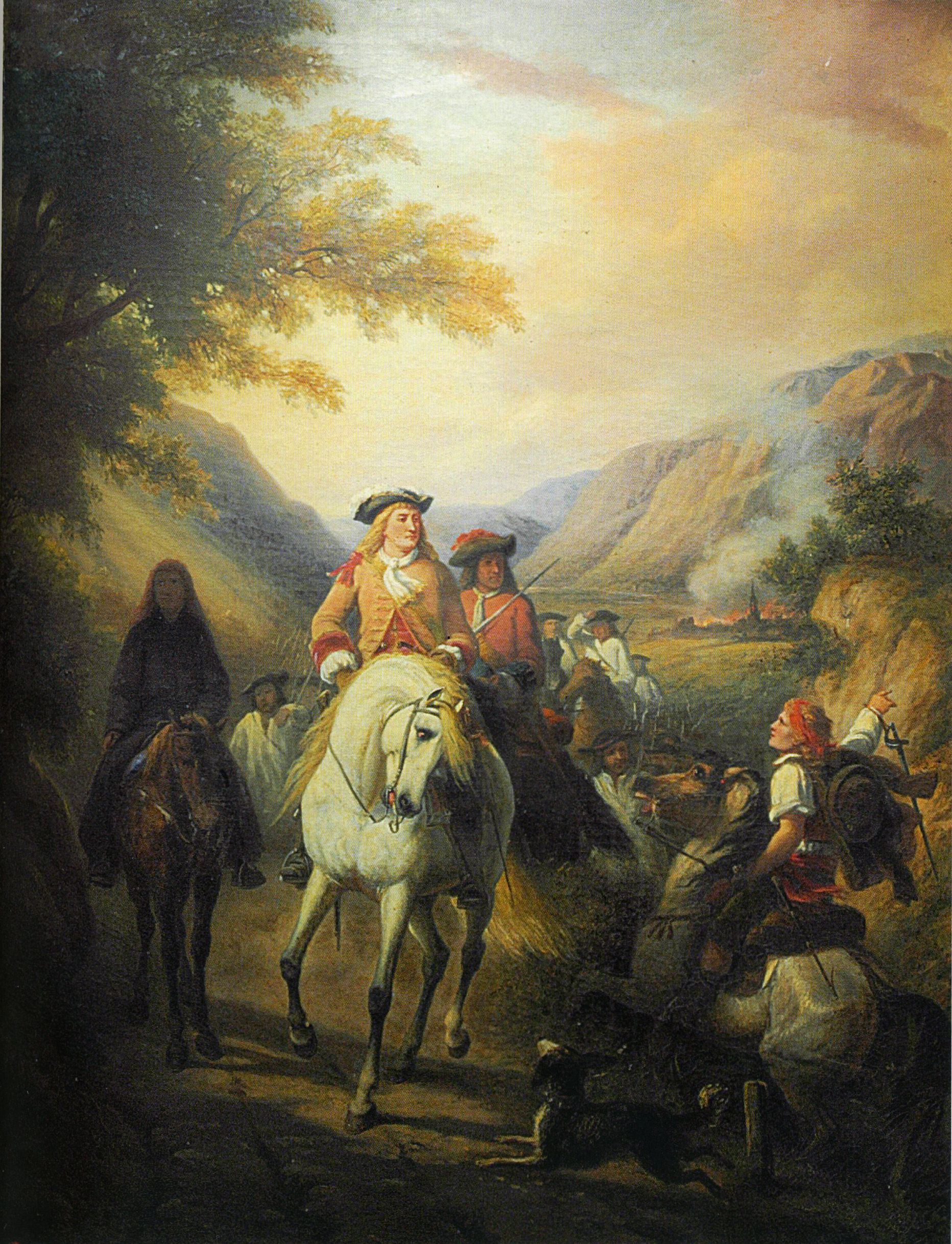
Jean Cavalier, dirigent camisard, per Pierre Antoine Labouchère, 1864.

Els camisards van ser els protestants francesos (hugonots) de les regions de Cevenes i Vaunage, al sud de França, que van liderar una insurrecció contra les persecucions provocades el 1685 per l'Edicte de Fontainebleau. Del 1685 al 1700, el petit grup de protestants va passar poc a poc de la resignació a la revolta, i com que els seus pastors havien estat executats o posats en fuga, es van trobar sense líders. El lloc dels pastors va ser ocupat aleshores pels anomenats «petits profetes», joves i adolescents «inspirats», sense formació, que de vegades cridaven a la revolta violenta.

## Els esdeveniments

### Els orígens
Els camisards eren simples pagesos i artesans protestants que es rebel·laren a partir de 1702 contra les autoritats, com a reacció a les persecucions a la seva fe religiosa. Es resistien a les exaccions perpetrades per l'intendent del Llenguadoc i les seves tropes, però es consideraven lleials al rei Lluís XIV, el qual consideraven mal aconsellat, fins al punt de batejar-se ells mateixos lous Raiòus («els reials», de l'occità llenguadocià raïol, reial). Es tractava de gent del poble que no tenia ni equipament ni armament militar i portaven camises senzilles durant els combats, d'aquí el seu nom de camisards (de l'occità llenguadocià: camisa,).
Aquests camisards vivien principalment a les Cevenes i a la Vaunage. El seu perfecte coneixement del terreny i les peculiaritats del relleu de la regió els van permetre resistir les tropes reials durant dos anys, en una lluita desigual similar a una guerrilla. D'aquesta manera, durant un temps van poder constituir reserves, amagar-se i curar els ferits a les nombroses coves de la comarca. La seva capacitat de desplaçar-se ràpidament d'una vall a una altra per camins de pastor, els va garantir la impunitat i l'efecte sorpresa, almenys a l'inici de la revolta. Posteriorment, l'intendent Nicolas de Lamoignon de Basville va fer construir la carretera de Florac a Sent Jan de Gardonenca, coneguda com la «cornisa de les Cevenes», per millorar la mobilitat de les seves tropes.

### Desenvolupament de la revolta
La revolta va ser alimentada inicialment per una conversió espiritual nodrida per les profecies dels «inspirats», com Abraham Mazel, i dirigida després per líders sense gaire cultura com Jean Cavalier, fill de forner, o Abdias Maurel, «Catinat», fill de camperol i antic dragó.
La revolta va partir del massís de Bougès i, més concretament, del llogaret de Vieljouves (comuna de Sent Andrieu), on Abraham Mazel, durant una reunió secreta amb altres protestants dels voltants, va rebre el 22 de juliol de 1702 una «inspiració divina» encarregant-li alliberar els protestants empresonats i torturats per l'abbé François de Langlade du Chayla a Lo Pònt de Montvèrd. L'abat va ser assassinat després que el 24 de juliol de 1702 s'alliberés per la força els presoners protestants. Posteriorment, les esglésies catòliques van ser incendiades i els seus sacerdots assassinats o obligats a fugir.
El 20 de setembre de 1703, els camisards van massacrar els seixanta habitants catòlics de Saturargues, prop de Lunèl.
Amb el vistiplau del papa Climent XI, el qual va redactar una butlla excomunicant els camisards, els soldats del rei, dirigits pel mariscal de Montrevel, van arrasar més de 450 pobles, sovint matant-ne tots els habitants.

### La fi de la revolta
El mètode de la repressió no obtenia, però, gaire bons resultats. Mentre França participava a la Guerra de Successió Espanyola (1701-1714), els camisards, que amb prou feines superaven els 2.000, van mobilitzar contra ells uns 20.000 soldats del Rei, més uns 3.000 milicians alçats a les regions circumdants.
L'any 1704, el nou comandant de les forces reials, el mariscal Claude Louis Hector de Villars, partidari de la pacificació, va aprofitar la derrota del dirigent camisard Jean Cavalier per buscar-lo i negociar. Després d'aquestes negociacions, Cavalier va presentar la submissió a Nimes el maig de 1704. La insurrecció va continuar, però, per a la majoria de camisards, els quals rebutjaven les propostes de l'autoritat reial i exigien la restauració total dels seus drets garantits per l'Edicte de Nantes. Però altres líders dels camisards van caure tot seguit, com el pastor Pierre Laporte, «Rolland», que va ser traït i assassinat l'agost de 1704, o l'antic soldat Ravenel, que va ser executat. Això posà fi a l'episodi principal de la revolta, la qual va experimentar un ressorgiment al Vivarès, entre el 1709 i el 1710, fins a la detenció i execució del successor de Cavalier, el profeta Abraham Mazel.

## La posteritat

### Paper en la supervivència del protestantisme francès
Després de la Guerra de les Cevenes, les autoritats estaven ansioses d'evitar una altra guerra, per la qual cosa van moderar la repressió antireligiosa. Molts antics camisards que van tornar a una visió més pacífica de les coses, van contribuir, a partir de 1715, al restabliment progressiu d'un protestantisme encara il·legal i clandestí però ara ben organitzat sota la direcció d'Antoine Court i els pastors itinerants, els quals havien tornat al país.

### La llegenda dels Camisards
En el llibre publicat l'any 1977, l'historiador francès Philippe Joutard constata la vitalitat de la tradició oral cevenenca pel que fa a la guerra dels camisards i el «poder d'atracció» d'aquest període tan significatiu de la història, ja que molts fets aliens a aquest període estan ara integrats en la llegenda oral dels camisards. Com que la memòria oral és principalment familiar, sovint es refereix als avantpassats fidels a les seves conviccions més que no pas als herois al capdavant de la revolta. En fer-ho, més enllà del seu contingut religiós inicial, sosté una actitud de resistència i inconformisme i determina tota una cultura, unes opcions polítiques i una forma de vida.
En la mateixa obra, Joutard assenyala que també els catòlics, una minoria en països predominantment protestants, tendeixen a reconstruir la història segons els mateixos mètodes que els seus antics adversaris religiosos. L'empremta dels camisards a les Cevenes és, doncs, especialment profunda.